# Tegineneng
Tegineneng is een bestuurslaag in het regentschap Tanggamus van de provincie Lampung, Indonesië. Tegineneng telt 1207 inwoners (volkstelling 2010).